# Cicurina vespera
Cicurina vespera  (лат.) — редкий вид паука, который является неядовитым представителем членистоногих из семейства Dictynidae. США (Техас). Живёт в пещерах. Не имеет органов зрения. Имеет практически полупрозрачное тело длиной около 3 мм.